# Долно-Ботево
Долно-Ботево (болг. Долно Ботево) — село в Болгарии. Находится в Хасковской области, входит в общину Стамболово. Население составляет 373 человека.

## Политическая ситуация
В местном кметстве Долно-Ботево, в состав которого входит Долно-Ботево, должность кмета (старосты) исполняет Петко  Петров Шумаков (Болгарская социалистическая партия (БСП)) по результатам выборов.
Кмет (мэр) общины Стамболово — Гюнер Фариз Сербест (Движение за права и свободы (ДПС)) по результатам выборов.